# أندرو إل. هاريس
أندرو إل. هاريس (بالإنجليزية: Andrew L. Harris)‏ هو محامي وضابط وسياسي أمريكي، ولد في 17 نوفمبر 1835 في مقاطعة بتلر في الولايات المتحدة، وتوفي في 13 سبتمبر 1915 في إيتون في الولايات المتحدة. حزبياً، نشط في الحزب الجمهوري.

## مناصب
- انتخب عضو مجلس ولاية أوهايو (1866 – 5 يناير 1868).
- انتخب نائب حاكم ولاية أوهايو [الإنجليزية]‏ (11 يناير 1892 – 13 يناير 1896).
- انتخب حاكم ولاية أوهايو  [لغات أخرى]‏ (18 يونيو 1906 – 11 يناير 1909).
- انتخب نائب حاكم ولاية أوهايو [الإنجليزية]‏ (8 يناير 1906 – 18 يونيو 1906).

## الوفاة
توفي هاريس بسبب مشكلة في القلب في 13 سبتمبر 1915، ودُفن في مقبرة ماوند هيل يونيون، إيتون، مقاطعة بريبل، أوهايو، الولايات المتحدة.